# ヨアン・ロペス
ヨアン・ロペス・レイバ（Yoan López Leyva、1993年1月2日 - ）は、キューバ・ヌエバ・ヘローナ出身のプロ野球選手（投手）。右投右打。リーガ・メヒカーナ・デ・ベイスボル（メキシカンリーグ）のラグナ・ユニオン・コットンファーマーズ所属。

## 経歴

### キューバ時代
キューバの国内リーグであるセリエ・ナシオナル・デ・ベイスボルのトロンヘロス・デ・イスラ・デ・ラ・フベントゥでプレーしていた。

### プロ入りとダイヤモンドバックス時代

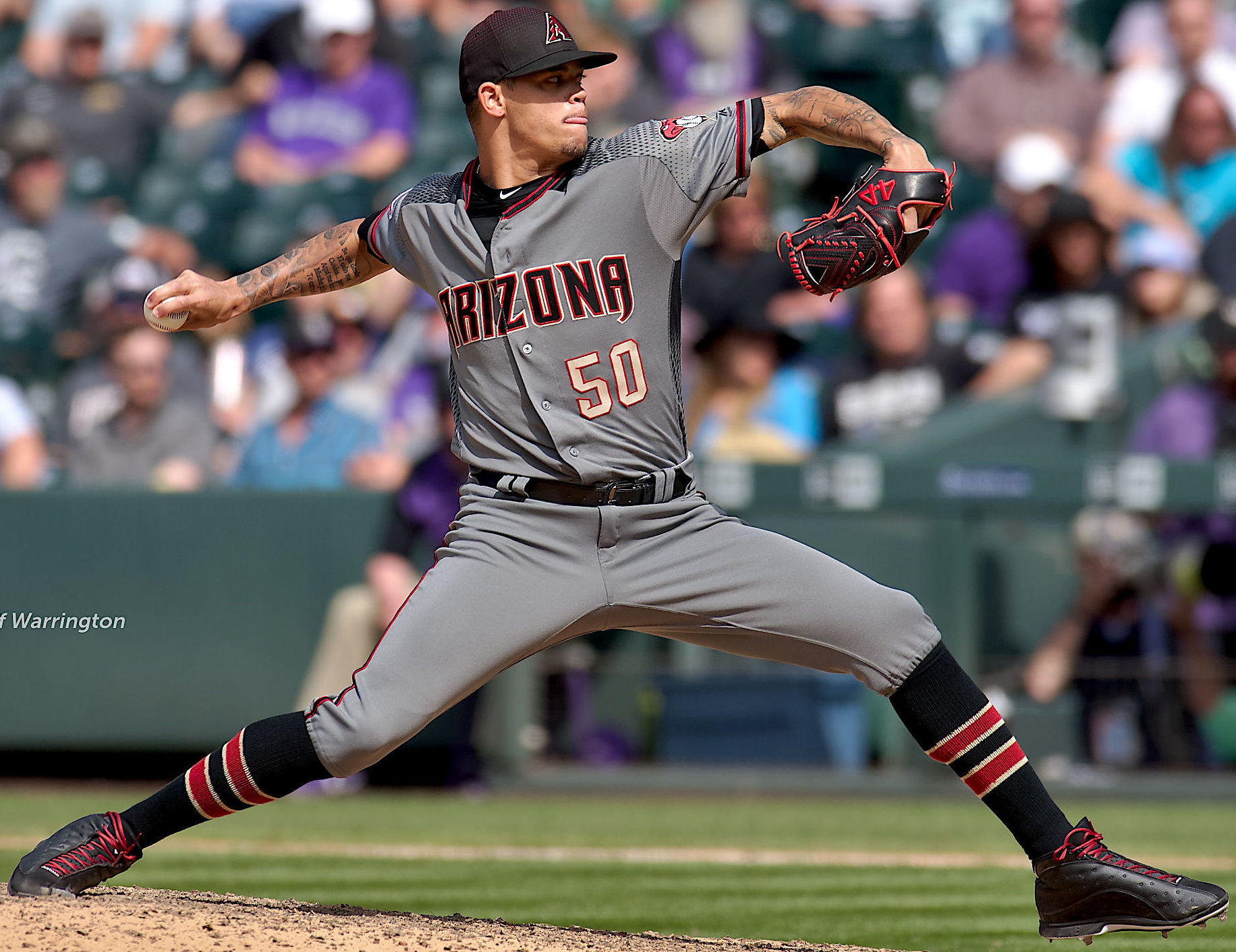
アリゾナ・ダイヤモンドバックス時代
(2019年5月30日)

2014年にハイチへ亡命した。ニューヨーク・ヤンキース、サンフランシスコ・ジャイアンツ、サンディエゴ・パドレス、ボストン・レッドソックス、アリゾナ・ダイヤモンドバックスが獲得に向けて調査していると報道された。
2015年1月17日にダイヤモンドバックスとマイナー契約で合意した。この年は傘下のルーキー級アリゾナリーグ・ダイヤモンドバックスとAA級モービル・ベイベアーズでプレーし、2球団合計で11試合（先発10試合）に登板して2勝6敗、防御率4.17、38奪三振を記録した。オフにはアリゾナ・フォールリーグに参加し、ソルトリバー・ラフターズに所属した。
2016年もルーキー級アリゾナリーグ・ダイヤモンドバックスとAA級モービルでプレーし、2球団合計で16試合に先発登板して4勝7敗、防御率5.26、40奪三振を記録した。この年のシーズン中には野球への熱意を失ったとして失踪事件を起こしている。
2017年はルーキー級アリゾナリーグ・ダイヤモンドバックスとA+級バイセイリア・ローハイドでプレーし、2球団合計で21試合に登板して2勝0敗5セーブ、防御率0.85、59奪三振を記録した。オフには2年ぶりにアリゾナ・フォールリーグに参加し、前回と同じくソルトリバーに所属した。
2018年にMLB.comが発表したプロスペクトランキングでは、ダイヤモンドバックスの組織内で26位（シーズン途中で18位に上昇）にランクインした。この年マイナーではAA級ジャクソン・ジェネラルズでプレーし、45試合に登板して2勝6敗12セーブ、防御率2.92、87奪三振を記録した。また、7月にはオールスター・フューチャーズゲームの世界選抜に選出された。9月3日にメジャー契約を結んでアクティブ・ロースター入りした。9月9日のアトランタ・ブレーブス戦でメジャーデビューを果たしたが、一死も取れずに3安打3失点2被本塁打を喫する散々な投球だった。この年メジャーでは10試合に登板して防御率3.00、11奪三振を記録した。
2019年はメジャーに定着し、70試合に登板して2勝7敗1セーブ、防御率3.41、42奪三振を記録した。
2020年は20試合に登板して0勝1敗、防御率5.95、16奪三振を記録した。
2021年5月15日にカーソン・ケリー、J.B.ブカウスカスの10日間の故障者リスト入り、クリス・デベンスキーの60日間の故障者リスト入りに伴い、ドミンゴ・レイバ、ジョー・マンティプリーとメジャーに昇格した。5月20日にDFAとなった。

### ブレーブス傘下時代
2021年5月22日にデイビー・エストラーダとのトレードで、アトランタ・ブレーブスへ移籍した。移籍後は傘下のAAA級グウィネット・ストライパーズへ送られ、メジャーへの昇格はなかった。オフの11月22日にジェイ・ジャクソンの加入に伴いDFAとなった。

### メッツ時代
2021年11月29日にウェイバー公示を経てフィラデルフィア・フィリーズへ移籍した。
2022年3月16日にDFAとなり、18日にウェイバー公示を経てマイアミ・マーリンズへ移籍したが、27日にDFAとなった。その後、29日にウェイバー公示を経てニューヨーク・メッツへ移籍した。シーズン開幕後、4月27日のセントルイス・カージナルス戦で7回裏に3番手で移籍後初登板した。この試合の8回裏、直前に自軍のJ.D.デービスが死球を受けていたため、報復としてノーラン・アレナドの顔面付近に速球を投げ込むとアレナドが激昂し、両軍入り乱れての乱闘となった。

### 巨人時代
2022年12月27日、読売ジャイアンツへの入団が発表された。背番号は99。
2023年は勝利の方程式の一角として期待され、中日ドラゴンズとの開幕戦では1点勝ち越した9回にクローザーとして登板も、1死2・3塁のピンチを招いて降板。後を受けた投手陣が逆転を許して初黒星を喫した。その後も投球は安定せず、わずか8試合登板、0勝1敗、防御率4.05という成績に終わり、オフの12月1日に公示された保留選手名簿から外れて退団した。

### メキシカンリーグ時代
2024年2月26日、リーガ・メヒカーナ・デ・ベイスボル（メキシカンリーグ）に所属するラグナ・ユニオン・コットンファーマーズへの入団が発表された。

## 選手としての特徴
最速160km/hを記録した快速球と決め球のスライダーが投球の90％以上を占め、時折チェンジアップを織り交ぜる。

## 詳細情報

### 年度別投手成績
| 年 度    | 球 団    | 登 板 | 先 発 | 完 投 | 完 封 | 無 四 球 | 勝 利 | 敗 戦 | セ 丨 ブ | ホ 丨 ル ド | 勝 率 | 打 者 | 投 球 回 | 被 安 打 | 被 本 塁 打 | 与 四 球 | 敬 遠 | 与 死 球 | 奪 三 振 | 暴 投 | ボ 丨 ク | 失 点 | 自 責 点 | 防 御 率 | W H I P |
| -------- | -------- | ----- | ----- | ----- | ----- | -------- | ----- | ----- | -------- | ----------- | ----- | ----- | -------- | -------- | ----------- | -------- | ----- | -------- | -------- | ----- | -------- | ----- | -------- | -------- | ------- |
| 2018     | ARI      | 10    | 0     | 0     | 0     | 0        | 0     | 0     | 0        | 1           | ----  | 35    | 9.0      | 7        | 2           | 1        | 0     | 0        | 11       | 0     | 0        | 3     | 3        | 3.00     | 0.89    |
| 2019     | ARI      | 70    | 0     | 0     | 0     | 0        | 2     | 7     | 1        | 21          | .222  | 246   | 60.2     | 52       | 11          | 17       | 2     | 0        | 42       | 1     | 0        | 27    | 23       | 3.41     | 1.14    |
| 2020     | ARI      | 20    | 0     | 0     | 0     | 0        | 0     | 1     | 0        | 2           | .000  | 87    | 19.2     | 21       | 4           | 9        | 2     | 0        | 16       | 0     | 1        | 15    | 13       | 5.95     | 1.53    |
| 2021     | ARI      | 13    | 0     | 0     | 0     | 0        | 0     | 0     | 0        | 2           | ----  | 61    | 12.1     | 18       | 3           | 6        | 2     | 0        | 13       | 0     | 0        | 10    | 9        | 6.57     | 1.95    |
| 2022     | NYM      | 8     | 0     | 0     | 0     | 0        | 1     | 0     | 0        | 2           | 1.000 | 51    | 11.0     | 14       | 2           | 5        | 1     | 1        | 10       | 0     | 0        | 8     | 7        | 5.73     | 1.73    |
| 2023     | 巨人     | 8     | 0     | 0     | 0     | 0        | 0     | 1     | 0        | 0           | .000  | 34    | 6.2      | 6        | 1           | 7        | 0     | 0        | 2        | 2     | 0        | 4     | 3        | 4.05     | 1.95    |
| MLB：5年 | MLB：5年 | 121   | 0     | 0     | 0     | 0        | 3     | 8     | 1        | 28          | .273  | 480   | 112.2    | 112      | 22          | 38       | 7     | 1        | 92       | 1     | 1        | 63    | 55       | 5.13     | 1.33    |
| NPB：1年 | NPB：1年 | 8     | 0     | 0     | 0     | 0        | 0     | 1     | 0        | 0           | .000  | 34    | 6.2      | 6        | 1           | 7        | 0     | 0        | 2        | 2     | 0        | 4     | 3        | 4.05     | 1.95    |

- 2023年度シーズン終了時

### 年度別守備成績
| 年 度 | 球 団 | 投手（P） | 投手（P） | 投手（P） | 投手（P） | 投手（P） | 投手（P） |
| 年 度 | 球 団 | 試 合     | 刺 殺     | 補 殺     | 失 策     | 併 殺     | 守 備 率  |
| ----- | ----- | --------- | --------- | --------- | --------- | --------- | --------- |
| 2018  | ARI   | 10        | 1         | 1         | 0         | 0         | 1.000     |
| 2019  | ARI   | 70        | 5         | 6         | 0         | 1         | 1.000     |
| 2020  | ARI   | 20        | 2         | 1         | 0         | 1         | 1.000     |
| 2021  | ARI   | 13        | 2         | 0         | 0         | 0         | 1.000     |
| 2022  | NYM   | 8         | 2         | 0         | 0         | 0         | 1.000     |
| 2023  | 巨人  | 8         | 0         | 4         | 0         | 0         | 1.000     |
| MLB   | MLB   | 121       | 12        | 8         | 0         | 2         | 1.000     |
| NPB   | NPB   | 8         | 0         | 4         | 0         | 0         | 1.000     |

- 2023年度シーズン終了時

### 記録

#### MiLB
- オールスター・フューチャーズゲーム選出：1回（2018年）

#### NPB
初記録
投手記録
- 初登板：2023年3月31日、対中日ドラゴンズ1回戦（東京ドーム）、9回表に4番手で救援登板 1/3回2失点（自責点1）で敗戦投手
- 初奪三振：2023年8月8日、対阪神タイガース15回戦（東京ドーム）、8回表に佐藤輝明から空振り三振

### 背番号
- 50（2018年 - 2021年）
- 44（2022年）
- 99（2023年）